# Ruth Patrick
Ruth Myrtle Patrick (Topeka, Kansas, 26 de novembre 1907 - Lafayette Hill, Pennsilvània, 23 de setembre 2013) va ser una botànica i limnòloga estatunidenca, que va especialitzar-se en l'estudi de les diatomees i el seu paper com a indicadors de la qualitat de l'aigua. Va treballar de manera regular fins als 97 anys i després encara va ocupar-se de la redacció d'una col·lecció de llibres sobre els rius dels Estats Units, que es van publicar entre 1995 i 2003.

## Biografia
Des de petita, Ruth Patrick va estar en contacte amb la natura. Cada diumenge anava d'excursió al bosc amb el seu pare i la seva germana. Recorrien el curs de rierols i després, a casa, el seu pare li deixava mirar pel microscopi el material que havien dut de l'excursió. Quan va fer set anys, el seu pare li va regalar un microscopi i va dir-li: «No cuinis, i tampoc no cusis. Pots pagar altres persones perquè t'ho facin. Llegeix i millora la teva ment.» El 1926 va anar a estudiar botànica a Coker College (a Hartsville, Carolina del Sud), que era un centre universitari per a noies. Durant les vacances va freqüentar cursos d'Estiu al Laboratori de Cold Spring Harbor i a la Institució Oceanogràfica de Woods Hole. Després de la seva graduació a Cocker College va continuar els estudis de botànica a la Universitat de Virgínia, on hi va fer un màster i després el doctorat, ambdós en diatomees, un grup d'algues microscòpiques unicel·lulars, components destacats del fitoplàncton.
Durant una estada estiuenca al Laboratori de Cold Spring Harbor, va conèixer Charles Hodge IV, que era entomòleg, i van casar-se quan ella era encara estudiant. Quan el 1934 Ruth Patrick va obtenir el doctorat, la parella va traslladar-se a Filadèlfia. Ell va entrar a treballar com a professor de zoologia a la Universitat de Temple i ella va començar a impartir classes a l'Escola d'Horticultura de Pennsilvània (actualment, un centre que depèn de la Universitat de Temple). Mentre feia el doctorat, Patrick havia començat a col·laborar de manera voluntària amb l'Acadèmia de Ciències Naturals de Filadèlfia, que tenia una gran col·lecció de diatomees, un grup d'algues microscòpiques. El 1937 van nomenar-la curadora de la col·lecció microscòpica Leidy de l'esmentada Acadèmia i va treballar-hi sense sou fins al 1945, en què ja va ser inclosa en la plantilla del centre. El 1947 Patrick va fundar el Departament de Limnologia de l'Acadèmia de Ciències Naturals de Filadèlfia, que va dirigir fins al 1973, any en què va ser nomenada catedràtica. La col·lecció de diatomees de l'Acadèmia va anar augmentant i avui dia, amb unes 220.000 preparacions microscòpiques d'aquest grup d'algues, és una de les més grans del món.
Ruth, que va morir centenària, el 2013, va desenvolupar una carrera científica molt llarga. El 2012 encara llegia amb interès publicacions científiques. Quan va morir era vídua en segones noces.

## Les diatomees com a indicadors ecològics
Ruth Patrick va ser pionera en l'estudi de les algues diatomees com a indicadors de les condicions paleoecològiques i va trobar correlacions entre la presència de diatomees en el registre fòssil i la presència de bosses de petroli o amb canvis climàtics o tectònics. Però va ser en els camps de l'ecologia i de les ciències ambientals on la seva contribució és més destacada. Un treball que va dirigir el 1948 va provar que la biodiversitat d'un curs d'aigua podia servir per a mesurar la contaminació ambiental. Era un treball pluridisciplinari en una època en què no era habitual que treballessin junts especialistes d'àmbits diferents; es van analitzar les característiques físiques i químiques de les aigües d'una conca fluvial de Pensilvània, les característiques geològiques de la conca i la diversitat de molts grups d'organismes (bacteris, algues, protozous, rotífers, macroinvertebrats i peixos). D'aquell estudi Patrick va concloure que, en augmentar el grau de contaminació de l'aigua, la diversitat que conté disminueix, un concepte que es coneix com a "principi de Patrick".
Patrick va triar les diatomees com indicadors de la qualitat de l'aigua perquè són uns organismes molt abundants en els corrents d'aigua, amb una gran variabilitat d'espècies adaptades a ambients molt diversos, de manera que són presents en gairebé tots els tipus d'ambient d'aigua dolça i, a més, per a cada tipus d'ambient se'n poden trobar espècies indicadores. Un altre avantatge d'aquestes microalgues era que ja havien estat estudiades por molts altres investigadors i se'n tenia molta informació. Els estudis al microscopi d'aigües contaminades van revelar que el tipus de contaminant (matèria orgànica d'aigües residuals, productes químiques de la indústria, etc,) i el grau de contaminació determinaven les espècies que hi creixien i també la seva abundància.

## El "diatòmetre"
Quan es fa servir un grup d'organismes com a indicadors de la qualitat ambiental, les mostres que es recullen han de ser homologables. Cal que la seva recollida i estudi es facin sempre la mateixa manera en els diferents ambients que s'analitzin. Amb aquesta finalitat, Patrick va dissenyar el diatòmetre, un aparell que el 1955 va patentar en nom de l'Acadèmia de Ciències Naturals de Filadèfia. El va anomenar diatòmetre Catherwood com a agraïment a la Fundació del mateix nom que va subvencionar un projecte de recerca per estudiar les aigües de la capçalera del riu Amazones a Perú i comparar-ne les característiques amb les dels rius de la zona temperada de l'est i sud dels Estats Units. És un aparell que duu uns flotadors i uns portaobjectes. Es deixa a l'aigua el temps suficient (normalment dues setmanes) perquè, en els portaobjectes, es formi un substrat biològic. Les diatomees vives hi queden adherides, però les mortes se'n desenganxen. Això fa que el recompte de diatomees sigui més precís que quan es fa directament a partir de mostres d'aigua, en les quals no es pot distingir les cèl·lules vives de les que ja estan mortes.

## Assessora d'empreses i governs
La gran experiència i profund coneixement que Ruth Patrick tenia de l'ecologia dels sistemes aquàtics van determinar que empreses privades i indústries, a més d'organitzacions que depenien directament del Govern dels Estats Units, li encarreguessin estudis de l'impacte ambiental de l'activitat humana en rius i altre ambients d'aigua dolça. Va assessorar el president Lindon B.Johnson sobre la contaminació de les aigües i el president Ronald Reagan sobre la contaminació per pluja àcida, i a diversos governadors de l'estat de Filadèlfia sobre aspectes relacionats amb la qualitat de l'aigua. El limnòleg George Evelyn Hutchinson va dir d'ella que, gràcies a la seva reputació, era l'única persona que podia ser interlocutora alhora de científics i industrials per tractar sobre la contaminació dels rius.

## Reconeixements
Ruth Patrick va rebre més de 25 doctorats Honoris Causa i nombrosos premis, entre els quals la Medalla Nacional de la Ciència, que li va lliurar el president Bill Clinton el 1996. El 1998, l'Associació de Limnologia i Oceanografia va instituir el Premi Ruth Patrick, que reconeix el treball continuat, o alguna contribució fonamental, per a la solució de problemes ambientals. Com a reconeixement a la seva tasca científica, el Departament de Limnologia que ella va fundar a l'Acadèmia de Ciències Naturals de Filadèlfia, és des de 1983 el Centre Patrick de Recerca.